# Alaattin Özgür
Alaattin Özgür (* 22. ledna 1965) je bývalý turecký reprezentant v zápase. V roce 1984 reprezentoval Turecko na letních olympijských hrách v Los Angeles v zápase řecko-římském, kde ve váhové kategorii do 62 kg vypadl ve druhém kole.